# Paul Leonard-Morgan
Paul Leonard-Morgan (nascido em 1974 na Escócia, Reino Unido) é um compositor escocês particularmente conhecido por seu trabalho em trilhas sonoras para televisão e cinema. Ele ganhou um prêmio BAFTA por sua primeira composição na trilha sonora do filme Reflection upon the Origin of the Pineapple.

## Biografia
A mãe de Leonard-Morgan era professora de música e, quando criança, ele aprendeu a tocar piano, violino e flauta doce. Ele estudou no Conservatório Real da Escócia, graduando-se em 1995 com bacharelado em artes em estudos musicais.

## Carreira
O primeiro álbum de Leonard-Morgan, Filmtales, foi lançado em 2007. Entre 2006 e 2011, ele escreveu trilhas para a série britânica de drama e espionagem Spooks da BBC. Em 2007, trabalhou no documentário J.K. Rowling: A Year in the Life, fornecendo músicas de apoio para o filme que mostrou a autora homônima trabalhando no livro Harry Potter and the Deathly Hallows. Em 2008, ele foi escolhido pelo Comitê Olímpico dos Estados Unidos para compor um novo hino da Equipe Olímpica do país. No mesmo ano, ele também escreveu a música para a série de televisão de Neil Oliver da BBC, A History of Scotland. Sua trilha foi executada pela Orquestra Sinfônica Escocesa da BBC em 2009.
Em 2011, Leonard-Morgan compôs a trilha sonora do thriller de ficção científica Sem Limites, e também escreveu músicas para a série de televisão baseada no filme. Em 2012, ele compôs a trilha sonora do filme de ficção científica Dredd, para o qual foi indicado no World Soundtrack Public Choice Award de 2013.
O primeiro trabalho de Leonard-Morgan envolvendo trilhas sonoras de jogos eletrônicos foi no título Battlefield Hardline, lançado em março de 2015. Em maio de 2016, um trailer de Warhammer 40,000: Dawn of War III foi lançado, que incluía sua trilha; o jogo foi lançado em 2017 e creditou Leonard-Morgan como compositor.

## Prêmios e indicações
- BAFTA Escocês - Melhor Compositor ou Design de Som Original por Reflections upon the Origin of the Pineapple (2000).[17]
- Indicação no BAFTA por Fallen (2004).
- Indicação no Ivor Novello Awards por Fallen (2004).
- Indicação no World Soundtrack Awards - Discovery of the Year, por Sem Limites (2011).[18]
- Indicação no Primetime Emmy Award - Excelência em Composição para uma Série (Partitura de Drama Original), por Limitless (2016).[19]

## Discografia

### Cinema
| Ano  | Título                                          | Diretor(es)                     | Estúdio                  |
| ---- | ----------------------------------------------- | ------------------------------- | ------------------------ |
| 2007 | Popcorn                                         | Darren Paul Fisher              | Moviehouse Entertainment |
| 2011 | Sem Limites                                     | Neil Burger                     | Relativity Media         |
| 2012 | Dredd                                           | Pete Travis                     | Lionsgate                |
| 2013 | Códigos de Defesa                               | Kasper Barfoed                  | Image Entertainment      |
| 2013 | Walking with Dinosaurs                          | Neil Nightingale Barry Cook     | 20th Century Fox         |
| 2014 | Legendary                                       | Eric Styles                     |                          |
| 2016 | Amateurs in Space                               | Max Kestner                     | One Filmverleih          |
| 2016 | The B-Side: Elsa Dorfman's Portrait Photography | Errol Morris                    |                          |
| 2017 | Accidental Anarchist                            | John Archer Clara Glynn         | TVF International        |
| 2018 | American Dharma                                 | Errol Morris                    | Utopia                   |
| 2019 | The Tomorrow Man                                | Noble Jones                     | Bleecker Street          |
| 2019 | Last Breath                                     | Richard da Costa Alex Parkinson |                          |
| TBA  | Best Sellers                                    | Lina Roessler                   | TBA                      |

### Televisão
| Ano           | Título                | Estúdio        | Notas                                           |
| ------------- | --------------------- | -------------- | ----------------------------------------------- |
| 2004–2005     | The Brief             | ITV            | Compositor com John E. Keane                    |
| 2006          | Galápagos             | BBC Two        | Documentário televisivo                         |
| 2006–2011     | Spooks                | BBC One        |                                                 |
| 2008          | A History of Scotland | BBC One        | Documentário televisivo                         |
| 2012          | How to Grow a Planet  | BBC Two        | Documentário televisivo                         |
| 2012          | Falcón                | Sky Atlantic   | Minissérie televisiva                           |
| 2012–2016     | Murder                | BBC Two        | Minissérie televisiva                           |
| 2015–2016     | Limitless             | CBS            |                                                 |
| 2017          | Wormwood              | Netflix        | Minissérie de documentário dramático televisiva |
| 2017          | Dynasty               | The CW         | Música tema composta com Bill Conti e Troy Nõka |
| 2016–presente | The Grand Tour        | Amazon Studios |                                                 |
| 2020          | Tales from the Loop   | Amazon Studios | Compositor com Philip Glass                     |
| 2020          | The Nest              | BBC One        |                                                 |

### Jogos eletrônicos
| Ano  | Título                            | Estúdio             | Notas                                               |
| ---- | --------------------------------- | ------------------- | --------------------------------------------------- |
| 2015 | Battlefield Hardline              | Visceral Games      |                                                     |
| 2017 | Warhammer 40,000: Dawn of War III | Relic Entertainment |                                                     |
| 2020 | Cyberpunk 2077                    | CD Projekt Red      | Compositor com Marcin Przybyłowicz e P. T. Adamczyk |